# Yiannis Arabatzis
Giannis Arabatzis (Grieks: Γιάννης Αραμπατζής) (Veria, 28 mei 1984) is een Grieks doelman die bij AEK Athene speelt.

## Carrière
- 2002-... : AEK Athene
  - 2002-2003: Enosis Neon Paralimni (huur)